# Maricruz Zeta
Cruz María Zeta Chunga (Piura, 3 de abril de 1964), conocida como Maricruz Zeta, es una política peruana. Es congresista de la república para el periodo 2021-2026.

## Biografía
Nació en Piura el 3 de abril de 1964. Tiene primaria y secundaria completa. Estudió la carrera de Administración en la Universidad San Pedro, donde no concluyó sus estudios por haber ejercido el cargo de congresista de la república en 2021. En 2014 participó en las elecciones regionales de Piura de 2014 al cargo de vicegobernadora regional con el partido político Movimiento Regional Seguridad y Prosperidad, cuyo candidato a la presidencia regional fue el excongresista Jhony Peralta Cruz, que fue superado en votos por el expresidente regional de Piura Reynaldo Hilbck Guzmán. En 2020 renunció a esta organización política. En las elecciones generales de 2021, obtuvo 10 079 votos, cifra que la convirtió en congresista de la república para representar a la bancada de Fuerza Popular. Actualmente es miembro titular del Congreso de las comisiones Mujer y Familia, y Trabajo y Seguridad Social.

## Vida política
Es militante de Fuerza Popular, partido político por el que postuló a las elecciones generales de 2021.

### Congresista
Para las elecciones generales de 2021, Zeta anunció su candidatura al Congreso de la República por Fuerza Popular, que tenía como candidato presidencial a Keiko Fujimori.
Pasando las elecciones, resultó electa congresista de la república para el periodo parlamentario 2021-2026.